# Jardim Alegre
Jardim Alegre is een gemeente in de Braziliaanse deelstaat Paraná. De gemeente telt 14.976 inwoners (schatting 2009).

## Aangrenzende gemeenten
De gemeente grenst aan Arapuã, Godoy Moreira, Grandes Rios, Iretama, Ivaiporã, Lidianópolis, Lunardelli en Nova Tebas.

## Verkeer en vervoer
De plaats ligt aan de weg BR-272/PR-170.